# Triple Frontera Bolpebra

Mapa de la triple frontera bolpebra mostrando la ubicación de Iñapari (Perú), Assis Brasil (Brasil) y Bolpebra (Bolivia)

La Triple Frontera Bolpebra es el nombre del trifinio donde se encuentran las fronteras de Brasil, Perú y Bolivia. Alrededor de este hito fronterizo se encuentran las ciudades fronterizas de Assis Brasil (Acre, Brasil), Iñapari (Madre de Dios, Perú) y Bolpebra (Pando, Bolivia).

## Etimología
Su nombre proviene de la unión de los nombres de los tres países (BOL-PE-BRA)

## Ubicación y características
El punto de encuentro se ubica en la desembocadura del río Yaverija en el río Acre. Al oeste, sobre la frontera Perú-Brasil, pasa la Carretera Interoceánica sobre el puente de la integración de Acre, conectando Iñapari con Assis Brasis. El acceso a Bolpebra suele realizarse por vía fluvial desde Brasil debido a las dificultades de acceso desde territorio boliviano.

## Cultura
Las tres ciudades representan influencias culturales tanto de sus países como de la propia amazonia, en este lugar se habla el portuñol.